# DS電撃文庫
DS電撃文庫（ディーエスでんげきぶんこ）は、アスキー・メディアワークス刊・電撃文庫の作品を題材にした、ニンテンドーDS対応のサウンドノベルシリーズ。書き下ろしの新エピソード収録や、DSの通信機能を活用したトレーディングカードの対戦機能などが搭載されている。カードの対戦は異なるタイトル間でも可能。
本シリーズでは『脳を鍛える大人のDSトレーニング』（任天堂）などと同様に、DS本体を「縦持ち」ポジションで使用する。左利きの人のために表示する向きを反転させる機能は付いていない。

## タイトル
カッコ内は「作/画」の順に掲載。
2006年
- 12月7日 - アリソン（時雨沢恵一/黒星紅白）
- 12月7日 - いぬかみっ! feat. Animation（有沢まみず/若月神無）

2007年
- 1月11日 - イリヤの空、UFOの夏（秋山瑞人/駒都えーじ）　　　
- 10月25日 - イリヤの空、UFOの夏II（秋山瑞人/駒都えーじ）　　　

2008年
- 2月28日 - BACCANO!（成田良悟/エナミカツミ）